# Rafel Manera Serra
Rafel Manera i Serra (Palma o Montuïri 1829- 1881) fou un polític i metge mallorquí que va ser batle de Palma durant una part del Sexenni Democràtic.

## Biografia
Manera era llicenciat en medicina per la Universitat de Barcelona i políticament fou un líder destacat del Partit Republicà Democràtic Federal de les Illes Balears.
El seu mandat com a batle començà el juliol de 1869, el primer batle elegit per sufragi universal, i finalitzà el febrer de 1872. La seva condició de facultatiu es reflectí en diverses mesures com el projecte d'una gran via que unís la plaça de Cort i el passeig des Born de Palma, o les disposicions profilàctiques que executà durant l'epidèmia de febre groga del setembre de 1870, que varen ser considerades molt efectives. Altres actuacions destacables foren la sol·licitud d'esbucar les murades que existien entre la porta del Mar i les drassanes, el control de les despeses municipals eliminant la contribució a festes religioses o la reducció dels sous dels funcionaris.
El 1870, feu col·locar una placa commemorativa on es creia que havia nascut Joanot Colom.
Aspectes fora de l'ajuntament són que al març de 1873 va ser elegit com a comandant de la Milícia Voluntària Republicana, a les eleccions generals espanyoles de 1873 fou elegit diputat pel districte de la capital de Mallorca. També estava relacionat amb la maçoneria, essent membre destacat de la Lògia Reforma 140 de Palma i a més, posseïa accions ens diferents societats mercantils.
Precisament se suïcidà arran de la crisi borsària de 1880 que conduí a la fallida de diverses societats de crèdit mallorquines.